# Frederiksberg
Frederiksberg ([fʁeðʁeksˈpɛɐ̯ˀ]) es una municipalidad o kommune autónomo del Gran Copenhague de Dinamarca, ubicada en la isla de Selandia. Con una superficie de 8.7 km² (869.8 hectáreas), es la comuna más pequeña de Dinamarca en superficie. Sin embargo, su población  la convierte en la séptima más poblada y por ende con la mayor densidad poblacional del país.
Frederiksberg está localizada como un enclave rodeado por el municipio de Copenhague. Situada originalmente al oeste de Copenhague, en 1901 diversos pequeños municipios cercanos se fusionaron con el de la capital, dejando al de Frederiksberg rodeado por el de Copenhague.
Frederiksberg fue hasta 2006 uno de los tres municipios daneses, junto a Copenhague y Bornholm, que no pertenecían a uno de los condados en que se dividía el país, y que además tenían un estatus similar al de ellos. Sin embargo, desde el 1 de enero de 2007 fue integrado a la región Hovedstaden, perdiendo sus privilegios.

## Historia
Palacio de Frederiksberg.]]
El 2 de junio de 1651, el rey Federico III concedió territorios en la isla de Allegade, fundó la ciudad de Ny Amager (Nueva Amager) o Ny Hollænderby. Como la agricultura no resultó favorablemente, el pueblo fue quemado por sus habitantes en 1697. Así, estos no deberían pagar impuestos y las tierras volverían a la Corona.
En 1703, el rey Federico IV construyó un pequeño castillo en la cima de la colina conocida como Valby Bakke, nombrándolo como Frederichs Berg. El nuevo pueblo construido en los faldeos de la colina fue renombrado Frederiksberg. Ricas familias se establecieron allí, e instalaron casas de veraneo.
Frederiksberg pasó de pueblo campesino a una rica ciudad de artesanos y mercantes, así como lugar de destino turismo.
Tras la derogación en 1852 de la "línea de demarcación" por el Parlamento de Dinamarca, que impedía la construcción de viviendas fuera de las murallas de Copenhague, esta ciudad se extendió a sus alrededores llegando hasta la "lejana" Frederiksberg, que fue rodeada por la capital. En la actualidad, Frederiksberg es una de los barrios más prestigiosos y de mejor calidad de vida de Copenhague.

## Galería

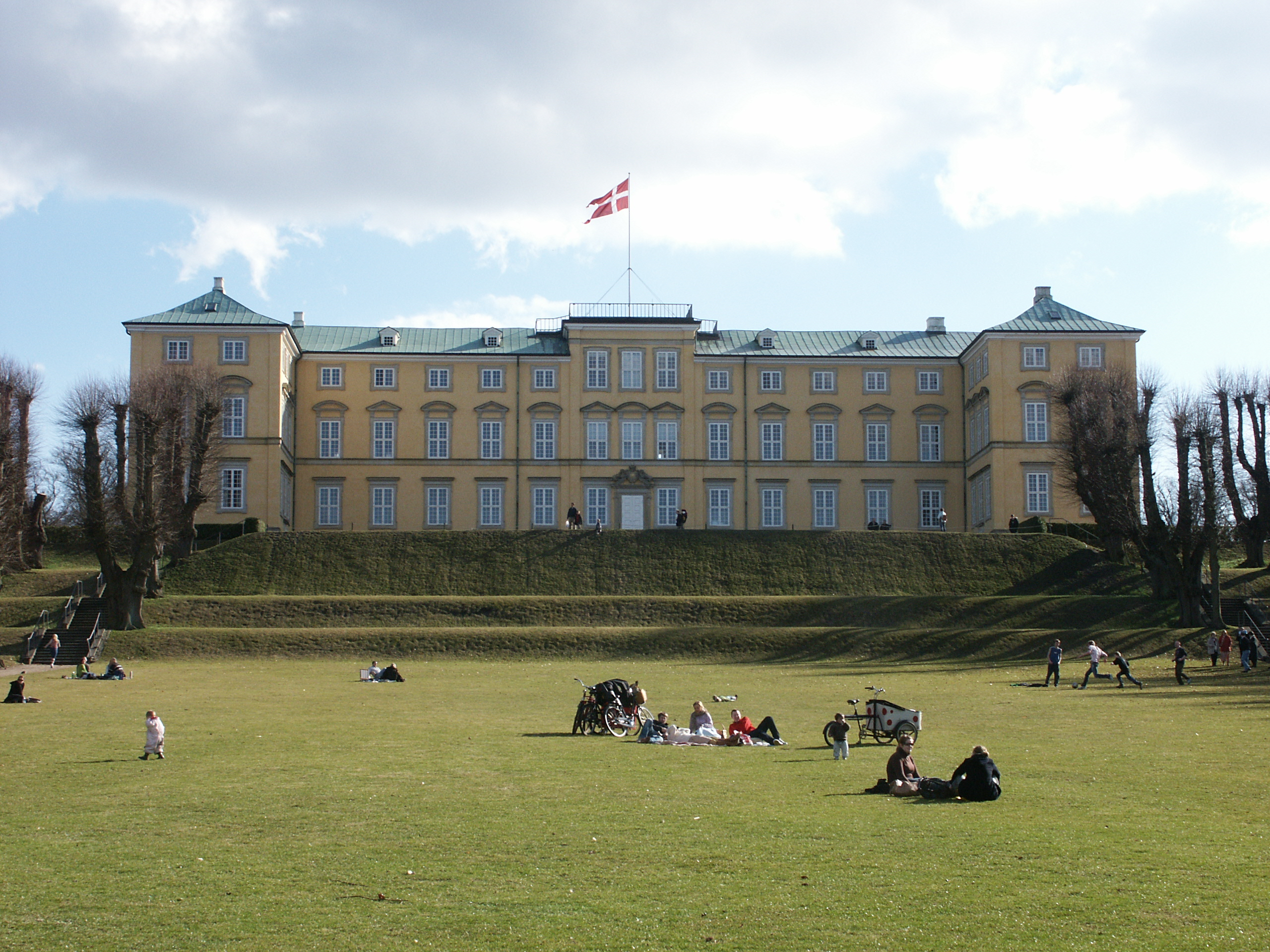
Palacio de Frederiksberg
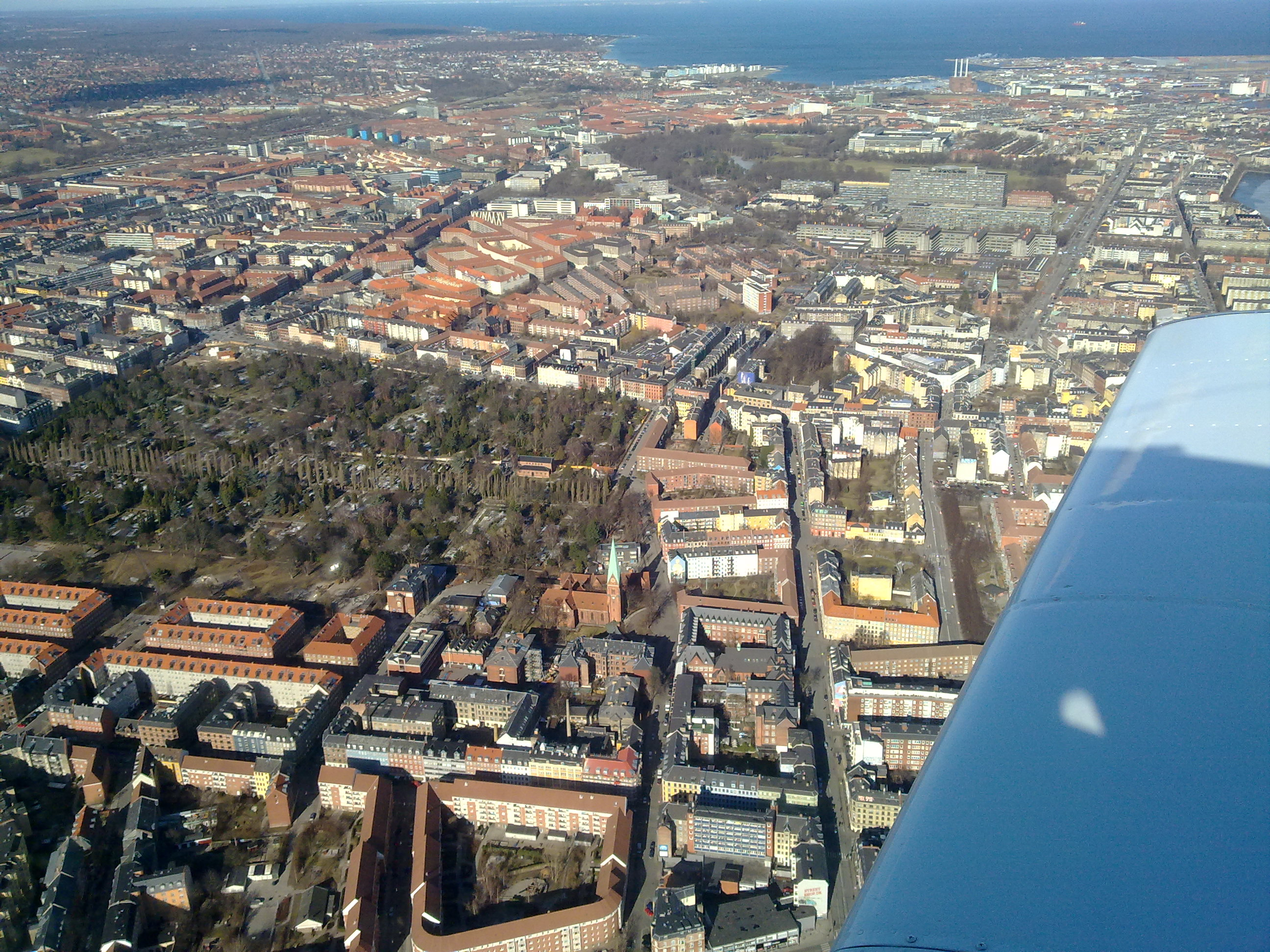

## Demografía
La población creció lentamente, de 1000 habitantes en 1770, a 1200 en 1800 y 3000 en 1850.
| Gráfica de evolución de Frederiksberg entre 1769 y 2019 |
|                                                         |